# Redbush
Redbush (voorheen Enterprise) is een unincorporated community in de Amerikaanse staat Kentucky. Het ligt in Johnson County.